# Atractus emigdioi
Atractus emigdioi — вид змій родини полозових (Colubridae). Ендемік Венесуели.

## Поширення і екологія
Atractus emigdioi мешкають в горах Кордильєра-де-Мерида в штатах Мерида і Трухільйо. Вони живуть у вологих гірських і хмарних тропічних лісах, під камінням і серед повалених дерев, трапляються на луках і в садах. Зустрічаються на висоті від 2100 до 3000 м над рівнем моря. Ведуть наземний, напівриючий спосіб життя. Відкладають яйця.